# 26591 Robertreeves
26591 Robertreeves este un asteroid din centura principală de asteroizi.

## Descriere
26591 Robertreeves este un asteroid din centura principală de asteroizi. A fost descoperit pe 2 martie 2000 din Munții Santa Catalina de Richard Erik Hill. Asteroidul prezintă o orbită caracterizată de o semiaxă mare de 2,53 ua, o excentricitate de 0,13 și o înclinație de 2,7° în raport cu ecliptica.